# Grängesberg
Grängesberg – miejscowość (tätort) w Szwecji, w regionie administracyjnym (län) Dalarna, w gminie Ludvika.
Według danych Szwedzkiego Urzędu Statystycznego liczba ludności wyniosła: 2146 (31 grudnia 2015), 2180 (31 grudnia 2018) i 2217 (31 grudnia 2019).